# Изяславский район
Изя́славский райо́н (укр. Ізяславський район) — упразднённая административно-территориальная единица на северо-западе Хмельницкой области. Центр — город Изяслав.
Район ликвидирован 19 июля 2020 года в рамках административно-территориальной реформы на Украине.

## География
Площадь района составляет 1,3 тыс. км².
Граничит на северо-западе с Ровненской областью (Острожский район Ровненской области, Острогский горсовет), на севере с Нетешинским горсоветом, на северо-востоке со Славутским, на востоке с Шепетовским, на юго-востоке со Староконстантиновским, на юге с Красиловским, на юго-западе с Теофипольским, на западе с Белогорским районами Хмельницкой области.
По территории района протекают реки Вилия, Горынь, Хомора и другие, здесь находится озеро Святое. Через район проходят железнодорожные линии Шепетовка — Подольская — Тернополь и Шепетовка — Подольская — Староконстантинов-1. В районе — 1 городской и 29 сельских советов; 1 город и 91 село.

## Населённые пункты
Список населённых пунктов района находится внизу страницы

## История
Район образован в 1923 году. 23 сентября 1959 года к Изяславскому району была присоединена часть территории упразднённого Плужнянского района.
17 июля 2020 года район упразднён и вошёл в состав Шепетовского района.

## Демография
Население — 42 665 человек, в том числе городское — 16 515 человек, сельское — 26 150. (по состоянию на 1 января 2019 года).

## Люди, связанные с районом

### Известные уроженцы
- Езерский, Милий Викентьевич (1891—1976) — советский писатель, прозаик.
- Зинкевич, Василий Иванович (1945) — украинский певец и актер.
- Кирпа, Георгий Николаевич (1946—2004) — украинский политический деятель.
- Котик, Валентин Александрович (1930—1944) — пионер-герой, партизан-разведчик, самый молодой Герой Советского Союза.
- Рымарук, Игорь Николаевич (1958—2008) — украинский поэт.
- Чигринский, Дмитрий Анатольевич (1986) — украинский футболист.